# Adelmannsfelden
Adelmannsfelden település Németországban, azon belül Baden-Württembergben. Lakosainak száma 1727 fő (2023. december 31.).

## Népesség
A település népessége az elmúlt években az alábbi módon változott:
| Lakosok száma | 1495 | 1572 | 1552 | 1465 | 1490 | 1683 | 1794 | 1859 | 1775 | 1727 |
|               | 1961 | 1967 | 1974 | 1980 | 1987 | 1993 | 2000 | 2006 | 2013 | 2023 |